# Geographie Kanadas
Die Geographie Kanadas ist vielfältig. Das Land bedeckt den größten Teil der nördlichen Hälfte von Nordamerika (insgesamt 41 % des Kontinents) und ist bezogen auf die Fläche nach Russland der zweitgrößte Staat der Erde.
Kanada umfasst ein weitläufiges Territorium zwischen dem Pazifischen Ozean im Westen und dem Atlantischen Ozean im Osten (daher der Wahlspruch A Mari Usque Ad Mare – „Von Meer zu Meer“) sowie von den Großen Seen und dem 49. Breitengrad im Süden bis zum Arktischen Ozean im Norden. Im Süden liegen die Vereinigten Staaten (Continental United States), im Nordwesten der US-Bundesstaat Alaska, im Nordosten Grönland. Vor der Südküste Neufundlands liegt die Inselgruppe Saint-Pierre und Miquelon, ein französisches Überseegebiet. Seit 1925 beansprucht Kanada den Teil der Arktis zwischen 60° W und 141° W bis zum Nordpol, dieser Anspruch ist jedoch umstritten.
Mit einer Fläche von 9.984.670 km² (Land: 9.093.507 km², Wasser: 891.163 km²) ist Kanada etwas weniger als drei Fünftel so groß wie Russland, knapp 1,3 Mal größer als Australien und etwas kleiner als Europa. Die nördlichste dauerhaft bewohnte menschliche Ansiedlung Kanadas (und auch der Erde) ist Alert an der Nordspitze von Ellesmere Island im Territorium Nunavut – auf 82°28' N und 834 Kilometer vom Nordpol entfernt. Der arktische Magnetpol befindet sich innerhalb des von Kanada beanspruchten arktischen Gebietes, wandert jedoch in Richtung Sibirien.

## Physische Geographie

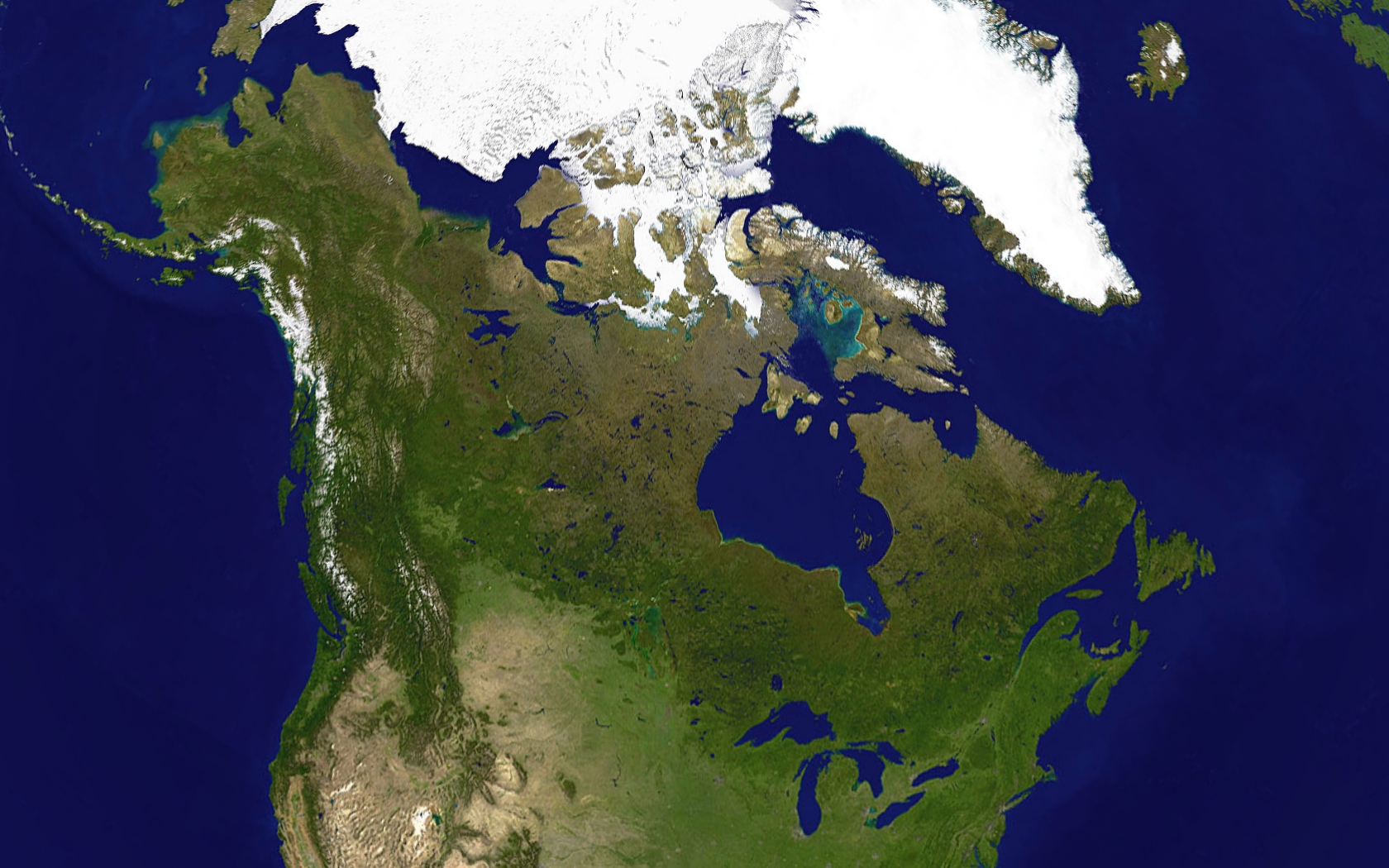
Satellitenfoto von Kanada

### Appalachen
Der Gebirgszug der Appalachen erstreckt sich über eine Länge von mehr als 2400 km von Alabama in den südlichen USA bis zur Gaspésie-Halbinsel in der Provinz Québec, auch ein Teil der Insel Neufundland gehört dazu. Die nördlichen Teilketten der Appalachen, namentlich die Notre Dame Mountains und die Long Range Mountains, sind erodierte Gebirgszüge, die rund 380 Millionen Jahre alt sind. Die bekanntesten Berge auf der kanadischen Seite sind der Mont Jacques-Cartier in Québec (1268 m), der Mount Carleton in New Brunswick (817 m) und The Cabox auf Neufundland (814 m). Teile der Appalachen verfügen über eine reiche endemische Flora und Fauna, während der Eiszeiten bildeten einzelne Berge Nunataks (über die Eisfläche hinaus ragende Gipfel).

### Große Seen und Sankt-Lorenz-Tiefland

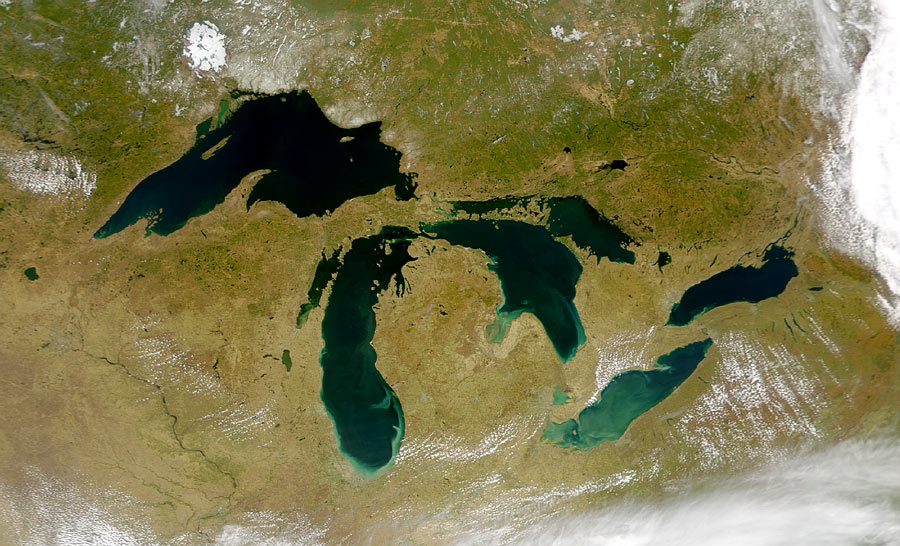
Satellitenfoto der Großen Seen

Der südliche Teil Québecs und Ontarios, also das Tiefland des Sankt-Lorenz-Stroms und um die Großen Seen, ist eine Ebene mit besonders fruchtbaren Sedimenten. Vor der Kolonialisierung und der nachfolgenden Verstädterung des 20. Jahrhunderts war dieses Gebiet zwischen den Appalachen und dem Kanadischen Schild von ausgedehnten Mischwäldern bedeckt. Der größte Teil der Wälder wurde abgeholzt, um Flächen für die Landwirtschaft zu gewinnen, doch die bestehenden Reste unterliegen meist einem strengen Schutz. Das Relief des Tieflandes ist ausgesprochen flach und regelmäßig. Markante Ausnahmen bilden die Niagara-Schichtstufe in Ontario (über die sich die Niagarafälle ergießen) und die Montérégie-Hügel in Québec, isoliert stehende Batholithe.

### Kanadischer Schild
Der nördliche Teil der Provinzen Saskatchewan, Manitoba, Ontario und Québec sowie fast ganz Labrador befinden sich auf einem ausgedehnten Felssockel, der als Kanadischer Schild bezeichnet wird und fast die Hälfte der Fläche des Landes einnimmt. Der Schild besteht aus erodiertem hügeligem Terrain und weist ein dichtes Gewässernetz auf. Die Entwässerung der Region erfolgt über eine Vielzahl von Flüssen, deren Wasserkraft für die Elektrizitätsgewinnung genutzt wird. Der Schild umgibt ein ausgedehntes Feuchtgebiet, das Tiefland rund um die Hudson Bay. Durchzogen wird er von einzelnen Bergketten wie den Torngatbergen und den Laurentinischen Bergen. Auf dem Schild kann keine intensive Landwirtschaft betrieben werden. Weite Gebiete sind von borealem Nadelwald bedeckt, der von der holzverarbeitenden Industrie genutzt wird. Ebenso werden die zahlreich vorhandenen mineralischen Bodenschätze ausgebeutet. Jenseits der arktischen Baumgrenze ist die Region mit Felsen, Eis und Tundrenvegetation bedeckt.

### Prärie
Die kanadische Prärie ist eine ausgedehnte Ebene aus Sedimenten. Sie umfasst den größten Teil Albertas, das südliche Saskatchewan und das südwestliche Manitoba, ebenso die Region zwischen den Rocky Mountains und dem Großen Sklavensee bzw. dem Großen Bärensee in den Nordwest-Territorien. Die überwiegend flache Prärie wird in ihrem südlichen Teil landwirtschaftlich genutzt (insbesondere Weizenanbau), der nördliche Teil ist bewaldet. Einzelne Regionen wie die Cypress Hills und die Alberta Badlands sind ausgesprochen hügelig.

### Westliche Gebirgsketten

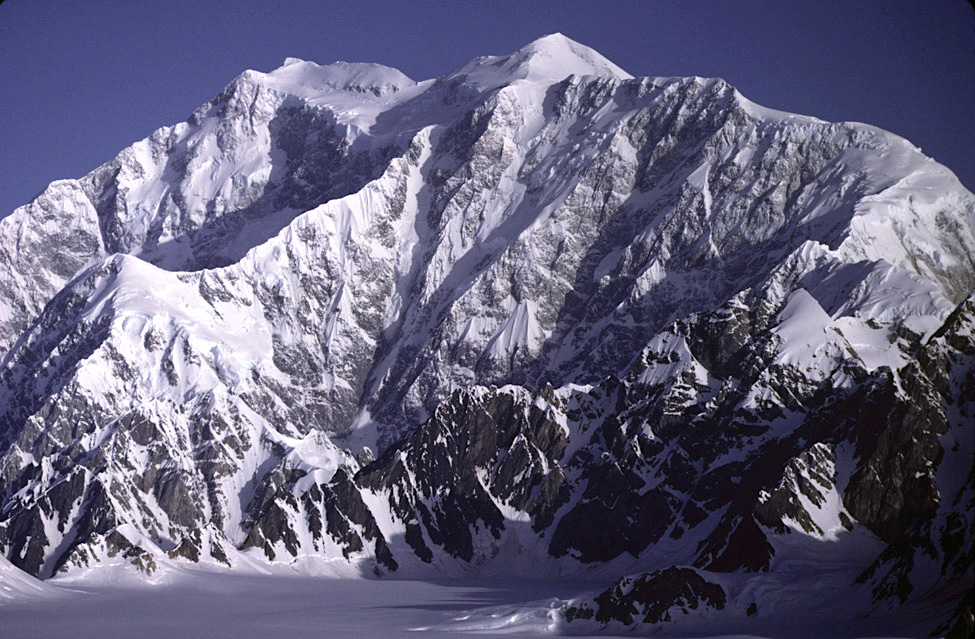
Der Mount Logan ist der höchste Berg Kanadas

Die Rocky Mountains bilden einen Teil der kontinentalen Wasserscheide, die sich durch den gesamten Kontinent bis nach Südamerika erstreckt. Westlich davon, in der Provinz British Columbia, liegt eine ausgedehnte Hochebene. Zwischen der Hochebene und der pazifischen Küste erstrecken sich mehrere Gebirgszüge, die zu den Coast Mountains zusammengefasst werden. Nördlich daran schließen sich die Mackenzie Mountains an. Vor der Südwestküste British Columbias liegt die gebirgige Insel Vancouver Island, umgeben von zahlreichen weiteren Inseln und Inselgruppen wie Haida Gwaii und den Gulf Islands. In dieser Region ist der einzige gemäßigte Regenwald Kanadas zu finden.

### Arktis
Die kanadische Arktis umfasst alle Gebiete nördlich der Baumgrenze, also fast ganz Nunavut sowie die nördlichsten Teile von Yukon, Manitoba, Ontario, Québec, Labrador und der Nordwest-Territorien. Es herrschen überwiegend Eisflächen und Tundren vor, die Geologie ist jedoch vielfältig. Die Arktische Kordillere, die sich bis auf Ellesmere Island erstreckt, ist das nördlichste Gebirge der Welt. Das Arktische Tiefland und das Tiefland der Hudson Bay gehören geographisch zum Kanadischen Schild, nicht jedoch in geologischer Hinsicht. Der Boden in der Arktis besteht meist aus Permafrost, der die Errichtung von Infrastruktur erschwert und Landwirtschaft praktisch unmöglich macht.

## Vulkanismus

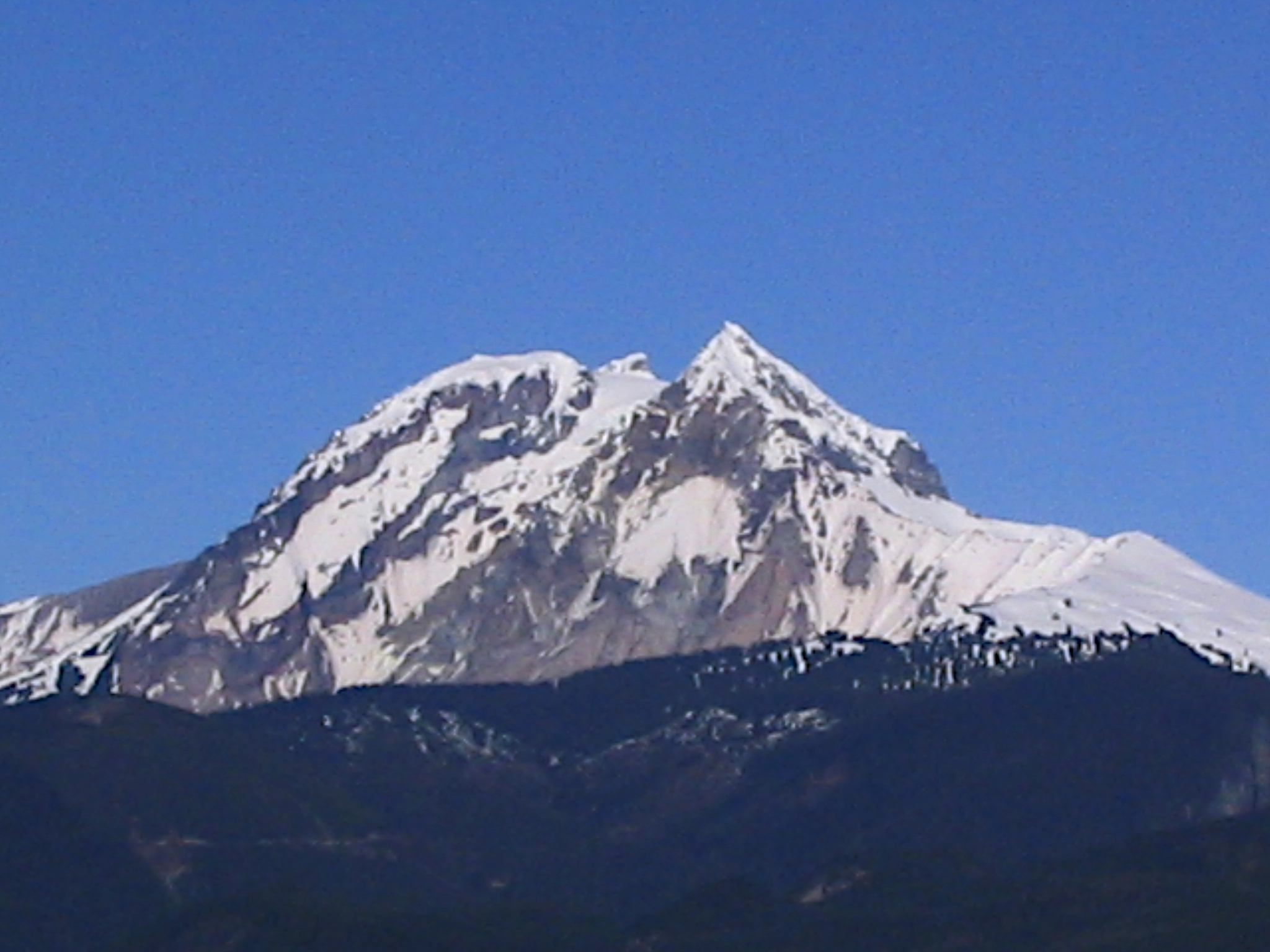
Mount Garibaldi, von Squamish aus gesehen

Der Westen Kanadas besitzt viele Vulkane und ist Teil eines Vulkansystems rund um den Pazifik, der als Pazifischer Feuerring bekannt ist. Es existieren über 200 vulkanisch aktive Gebiete, die sich von der Kaskadenkette nordwärts bis Yukon erstrecken. Sie können in fünf Vulkangürtel mit unterschiedlichen Vulkantypen und tektonischen Begebenheiten eingeteilt werden.
Die Northern Cordilleran Volcanic Province (NCVP) entstand durch Verwerfung, Auseinanderbrechen und Interaktion zwischen der Pazifischen Platte und der Nordamerikanischen Platte. Die Subduktion der Juan-de-Fuca-Platte unter die Nordamerikanische Platte ließ den Garibaldi-Vulkangürtel entstehen. Der Anahim-Vulkangürtel ist das Ergebnis des Hinübergleitens der Nordamerikanischen Platte über den Anahim-Hotspot. Die Chilcotin Plateau Basalts wurden möglicherweise durch eine Backarc-Erweiterung der kaskadischen Subduktionszone geformt. Das Wrangell-Vulkanfeld ist das Ergebnis der Subduktion der Pazifischen Platte unter die Nordamerikanische Platte am östlichen Ende des Aleutengrabens.
Vulkanismus gab es auch auf dem Kanadischen Schild. Er umfasst über 150 Vulkangürtel, die zwischen 600 und 2800 Millionen Jahre alt sind und mittlerweile deformiert und zu beinahe flachen Ebenen erodiert sind. Viele der kanadischen Erzvorkommen stehen in Zusammenhang mit diesen präkambrischen Vulkanen. In den Nordwest-Territorien befinden sich Gebiete mit Kissenlava, das über 2600 Millionen Jahre alt ist und im Cameron-River-Vulkangürtel erhalten geblieben ist. Das Kissenlava weist darauf hin, dass in den frühen Phasen der Erdkrustenbildung riesige ozeanische Vulkane existierten.

## Hydrographie

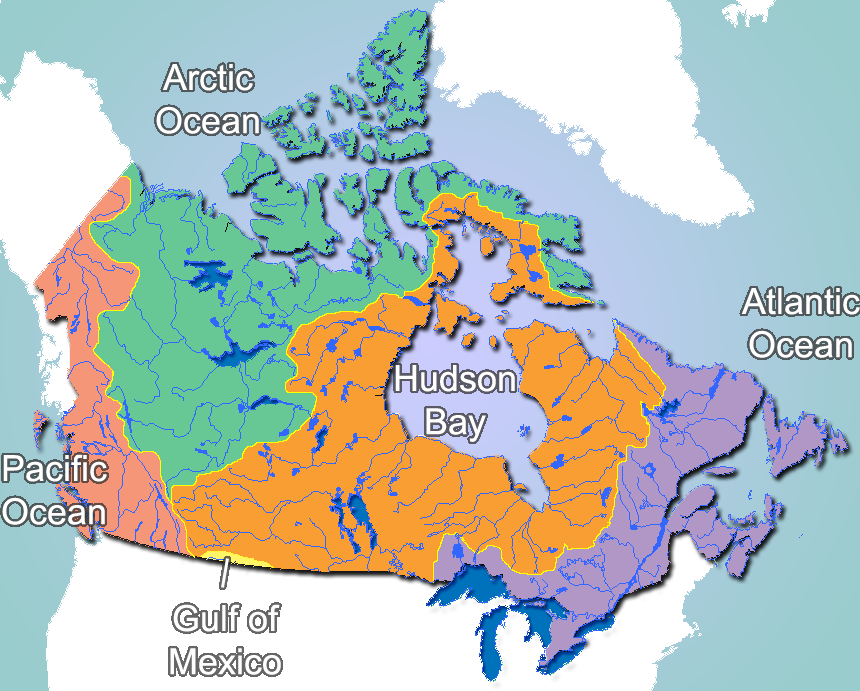
Einzugsgebiete

Kanada verfügt über umfangreiche Wasserreserven. Über die Flüsse werden 9 % des weltweiten Wassers abgeleitet, das Land besitzt einen Viertel aller Feuchtgebiete weltweit und die größte Gletscherfläche nach der Antarktis und Grönland. Aufgrund der starken Vereisung während der letzten Eiszeit liegen mehr als zwei Millionen Seen in Kanada. Von jenen, die ganz auf kanadischem Boden liegen, sind mehr als 31.000 zwischen 3 und 100 km² groß, 563 weitere mehr als 100 km². Es gibt fünf Haupt-Einzugsgebiete; zum Arktischen Ozean, zum Atlantischen Ozean, zum Pazifischen Ozean, zur Hudson Bay und zum Golf von Mexiko.
Das Atlantische Einzugsgebiet entwässert die gesamten Atlantischen Provinzen (ein Teil der Grenze zwischen Québec und Labrador verläuft entlang der Wasserscheide), das südliche Québec und große Teile des Südens von Ontario. Das meiste Wasser fließt über den wirtschaftlich bedeutenden Sankt-Lorenz-Strom und dessen Zuflüsse ab, allen voran der Saguenay, der Manicouagan und der Ottawa, ebenso alle Großen Seen und der Nipigonsee. Ebenfalls von Bedeutung sind der Churchill River und der Saint John River.
Das Einzugsgebiet der Hudson Bay entwässert über einen Drittel Kanadas. Es umfasst Manitoba, den nördlichen Teil von Ontario und Québec, fast ganz Saskatchewan, das südliche Alberta, den Südwesten Nunavuts und die südliche Hälfte der Baffininsel (fünftgrößte Insel der Welt). Dieses Einzugsgebiet ist vor allem zur Verhinderung von Dürren in der Prärie und für die Gewinnung von Energie aus Wasserkraft wichtig. Bedeutende Gewässer dieses Einzugsgebiets sind der Winnipegsee, der Nelson River, der North Saskatchewan River, der Saskatchewan River, der Assiniboine River sowie der Nettilling Lake auf der Baffininsel. Exakt auf der Wasserscheide zwischen den Einzugsgebieten von Hudson Bay und Atlantik liegt der Wollaston Lake, der größte See der Welt, der in zwei Richtungen natürlich abfließt.
Die Kontinentale Wasserscheide bildet die Trennlinie zwischen den Einzugsgebieten des Pazifiks in British Columbia, des Arktischen Ozeans und der Hudson Bay. Das pazifische Becken entwässert die westlichste Provinz des Landes und wird intensiv zur Energiegewinnung genutzt. Bedeutende Flüsse sind der Yukon River, der Columbia River und der Fraser River.
Die nördliche Hälfte Albertas, Manitobas und British Columbias, der größte Teil der Nordwest-Territorien und Nunavuts sowie Teile von Yukon werden über das arktische Einzugsgebiet entwässert. Dieses wird kaum für die Energiegewinnung genutzt, mit Ausnahme des Mackenzie River, dem längsten Fluss des Landes. Bedeutende Gewässer dieses Einzugsgebiets sind der Peace River, der Athabasca River, der Liard River, der Große Bärensee und der Große Sklavensee.
Der südlichste Teil Albertas wird über den Milk River und dessen Zuflüsse zum Golf von Mexiko hin entwässert. Der Milk River entspringt in den Rocky Mountains von Montana, fließt durch Alberta und mündet auf dem Gebiet der Vereinigten Staaten in den Missouri River. Ein kleiner Teil Saskatchewans wird über den Battle Creek entwässert, der in den Milk River mündet.

## Humangeographie
Kanada ist in dreizehn Provinzen und Territorien unterteilt. Laut Statistics Canada sind 72 % der Bevölkerung in einem 150 km breiten Gebietsstreifen entlang der Südgrenze zu den Vereinigten Staaten konzentriert. 70 % leben südlich des 49. Breitengrades, über 60 % entlang der Großen Seen und des Sankt-Lorenz-Stroms zwischen den Städten Windsor und Québec (Québec-Windsor-Korridor). Dies bedeutet, dass der überwiegende Teil des kanadischen Territoriums äußerst dünn besiedelt ist. Die Bevölkerungsdichte beträgt 3,5 Einwohner je km². Dennoch leben 79,4 % der Bevölkerung in urbanen Ballungsgebieten.
Mit einer Länge von 8893 km (davon 2477 km mit Alaska) ist die Grenze zu den Vereinigten Staaten die längste unverteidigte Staatsgrenze der Welt. Das dänische Autonomiegebiet Grönland liegt nordöstlich von Kanada, vom kanadisch-arktischen Archipel durch die Baffin Bay, den Kennedy-Kanal und die Davisstraße getrennt. Auf der Hans-Insel in der Nares-Straße befindet sich seit 2022 eine etwa 1,2 km lange Landgrenze zwischen Kanada und Grönland. Die zu Frankreich gehörende Inselgruppe Saint-Pierre und Miquelon liegt 25 km vor der Südküste Neufundlands im Sankt-Lorenz-Golf und verfügt über eine maritime Enklave innerhalb der ausschließlichen Wirtschaftszone Kanadas. Ähnlich wie die weitaus bekannteren Four Corners in den USA besitzt Kanada in der Nähe von Kasba Lake einen Punkt, an dem zwei Provinzen und zwei Territorien aufeinander treffen.
Die geographische Nähe Kanadas zu den USA führte auch zu einer engen politischen Bindung. Die Position des Landes zwischen der Sowjetunion (heute Russland) und den USA war während des Kalten Krieges von strategisch wichtiger Bedeutung, da die Route über den Nordpol und Kanada die direkte Verbindung zwischen beiden Ländern für Kampfflugzeuge und Interkontinentalraketen war. Seit dem Ende des Kalten Kriegs wird spekuliert, dass die Bedeutung der Gebietsansprüche Kanadas in der Arktis zunehmen könnte, da die globale Erwärmung genug Eis abschmelzen lässt, um die Nordwestpassage für Frachtschiffe passierbar zu machen.

## Ökoregionen
Kanada wird in 15 terrestrische, sowie 5 marine Ökoregionen eingeteilt:
| - Arktische Kordillere - Nördliche Arktis - Südliche Arktis - Atlantic Maritime - Boreal Cordillera | - Boreal Plains - Borealer Schild - Hudson Plains - Prärie - Mixedwood Plains | - Montane Cordillera - Pacific Maritime - Taiga Cordillera - Taiga Plains - Taiga Shield | - Arctic Archipelago Marine - Arctic Basin Marine - Atlantic Marine - Northwest Atlantic Marine - Pacific Marine |

## Umwelt
Der Pro-Kopf-Ausstoß von Kohlenstoffdioxid des Landes gehört zum weltweit höchsten und steht mit der wirtschaftlichen Ausrichtung und der Größe des Landes in Zusammenhang. Nach einer Studie der Simon Fraser University, die auf Betreiben der David Suzuki Foundation durchgeführt wurde, gehört Kanada zu jenen Industriestaaten mit der schlechtesten Umweltschutzbilanz. So liegt Kanada auf dem 28. Platz von 30 untersuchten Staaten auf dem Gebiet der ökonomischen Zusammenarbeit und Entwicklung. Auf dem letzten Platz liegt das Land bei der Produktion von Atommüll und Kohlenstoffmonoxid-Emissionen. Außerdem nimmt es beim Wasserverbrauch den 29. Platz ein. Europäische Staaten wie Schweden, die Schweiz, Dänemark und Deutschland rangieren an der Spitze dieser Umweltbilanz, während Kanada, Belgien und die USA an deren unteren Ende stehen.

## Geographische Eckpunkte
Gesamt-Kanada
- Nördlichster Punkt:

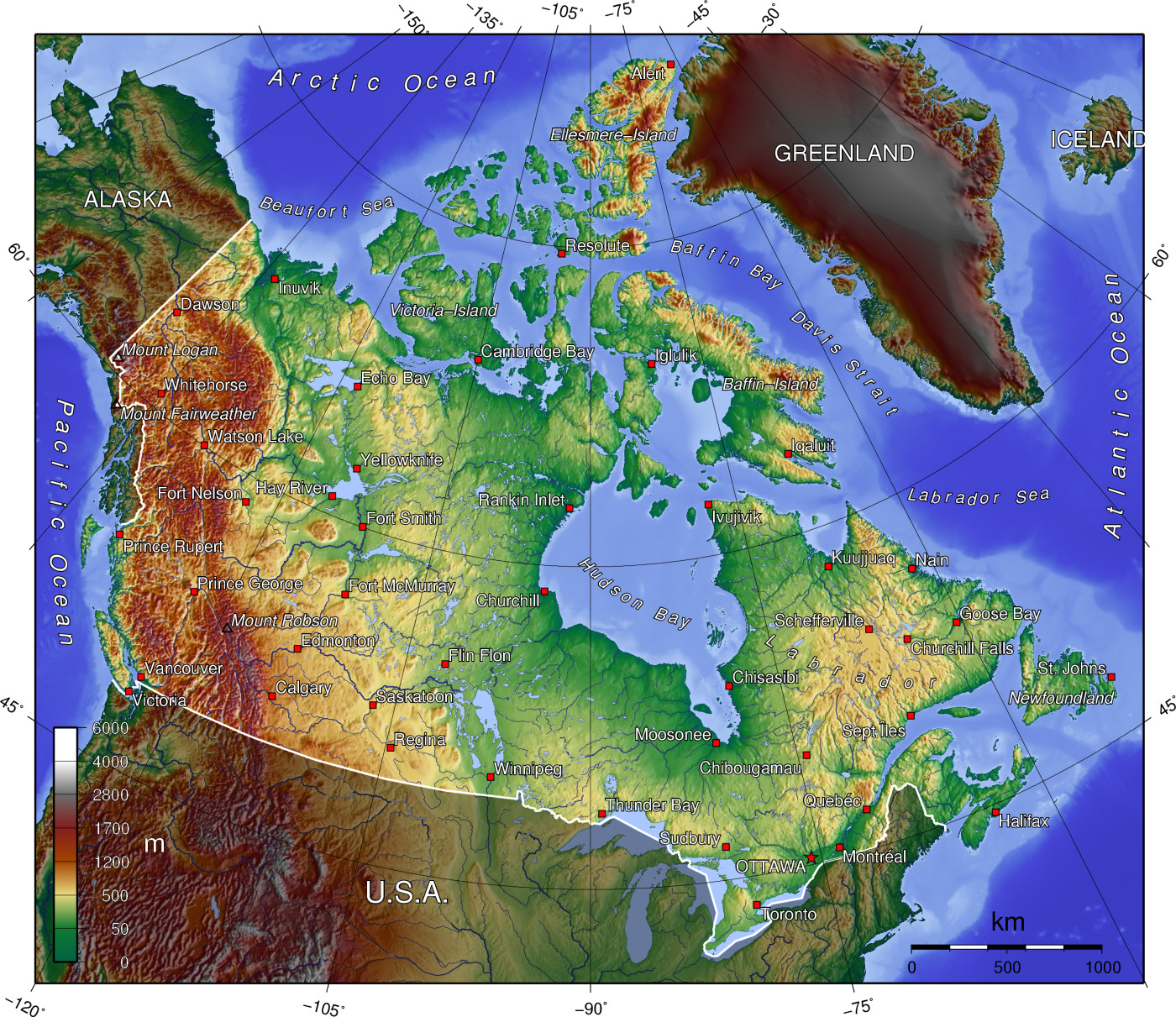
Topographische Karte

  - Land: Kap Columbia, Ellesmere Island, Nunavut – 83°08' N, 74°13'W
  - Wasser: Nordpol – 90°N

- Südlichster Punkt:
  - Land: Middle Island, Eriesee, Ontario – 41°41'N, 82°40'W
  - Wasser: Eriesee an der Grenze Ontario-Ohio – 41°40'35"N

- Westlichster Punkt: Grenze Yukon-Alaska – 141°00'W
- Östlichster Punkt: Cape Spear, Neufundland – 47°31'N, 52°37'W

Festland-Kanada
- Nördlichster Punkt:  Kap Rennell, Murchison Promontory, Boothia-Halbinsel, Nunavut – 71°58'N
- Südlichster Punkt: Point Pelee, Ontario – 41°54'23"N
- Westlichster Punkt: Grenze Yukon-Alaska – 141°00'W
- Östlichster Punkt: Cape St. Charles, Labrador – 52°13'N, 55°37'W
- Tiefster Punkt: Meeresspiegel – 0 m
- Höchster Punkt: Mount Logan – 5959 m